# Jessi Miley-Dyer
Jessi Miley-Dyer est une surfeuse australienne née le 29 mai 1986 à Paddington, Sydney, Nouvelle-Galles du Sud, Australie.

## Biographie
Elle est devenue professionnelle en 2006 et a réalisé une très forte performance finissant n ° 4 du Championnat du monde Tour (WCT) de surf. 
Elle a terminé sa saison en remportant le Billabong Pro Maui en battant la Championne du Monde Layne Beachley en décembre 2006. 
Miley-Dyer est également devenue Championne du monde Junior et a été nommée Rookie of the year,
 Elle est diplômée de la Sydney Girls High School.

## Palmarès

### Titres
- 2006 : Championne du monde junior
- 2006 : Rookie of the year

### Victoires
- 2006 Billabong Pro, Maui, Hawaï (WCT)
- 2005 Copa Movistar Pro, Lima, Pérou (WQS)

### WCT
- 2008 : 9e
- 2007 : 8e
- 2006 : 4e - 1 victoire - Rookie of the Year